# 3CCD

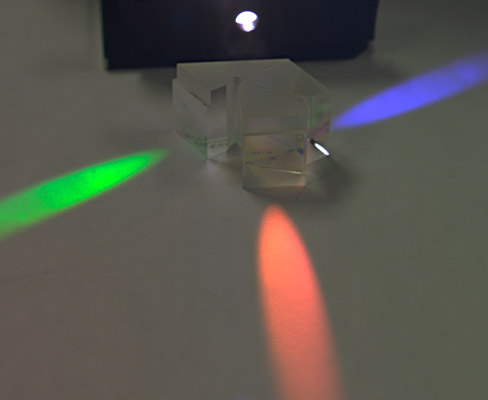
Pryzmat separujący kolory

3CCD – przetwornik (matryca), odpowiedzialny za pobieranie obrazu, używana w kamerach wideo. W odróżnieniu od CCD, przy pobieraniu obrazu korzysta nie z jednej, ale z trzech oddzielnych matryc, z których każda wyłapuje inną długość fali promieniowania widzialnego (czerwoną, zieloną, niebieską) – RGB.